# Вакцина MMR
Вакцина MMR — комбинированная вакцина против кори, эпидемического паротита и краснухи, которая представляет собой смесь ослабленных (аттенуированных) вирусов трёх заболеваний. Вводится путём инъекции. Первая доза вакцины обычно назначается детям в возрасте от 9 до 15 месяцев, а вторая — детям от 15 месяцев до 6 лет, причём интервал между прививками должен составлять по меньшей мере 4 недели. После двух доз MMR у 97 % вакцинированных вырабатывается иммунитет к кори, у 88 % — иммунитет к эпидемическому паротиту, у 97 % — иммунитет к краснухе. Могут также быть вакцинированы дети и подростки с ВИЧ, не имеющие признаков иммуносупрессии (под наблюдением). Введение вакцины в течение первых 72 часов после контакта с вирусом кори может также защитить от этой инфекции не привитых ранее или, по крайней мере, облегчить течение болезни.
Прежде чем вакцинирование от кори приобрело широкие масштабы, от этого заболевания ежегодно умирало примерно 2,6 миллиона человек по всему миру. К 2010 году было проведено примерно 575 миллионов вакцинаций в более чем 100 странах. В период с 2000 по 2016 год смертность от кори упала на 84 % — с 550 100 случаев до 89 780, в основном в развивающихся странах. Отмечалось, что заболеваемость корью повышается среди непривитого населения.
Побочные эффекты от вакцины редко являются серьёзными и, как правило, проходят без какого-либо медицинского вмешательства. Самые распространённые из них — боль или покраснение в месте инъекции, а также лихорадка. Тяжёлые аллергические реакции встречаются очень редко, их частота оценивается примерно в 1 случай на 1 000 000 прививок. 
Иммунизация вакциной MMR противопоказана во время беременности, однако допускается в период грудного вскармливания. Безопасно также назначать эту вакцину одновременно с другими вакцинами. Кроме того, недавно привитый человек не представляет опасности для других, так как вирусы кори, краснухи и свинки не передаются от вакцинированных людей.
MMR-вакцина была разработана американским микробиологом Моррисом Хиллеманом во время его работы в фармацевтической компании Merck. Первая вакцина для профилактики кори была создана в 1963 году. Она содержала убитые вирусы и была недостаточно эффективной, поэтому в 1968 году было принято решение заменить её другой вакциной, в которой уже содержались живые ослабленные вирусы. Вакцины против эпидемического паротита и краснухи были разработаны в 1967 и 1969 годах соответственно. В 1971 году эти три вакцины были объединены в одну. В 1989 году к рекомендованному календарю прививок была добавлена вторая доза вакцины MMR.
Иногда вместо MMR может использоваться MMRV-вакцина, которая также обеспечивает защиту от ветряной оспы, или вакцина MR, состоящая только из двух штаммов — кори и краснухи.
Эта вакцина известна также под названием MPR — от латинских наименований болезней (Morbilli — корь, parotitis epidemica — эпидемический паротит, rubeolla — краснуха), либо КПК — от русских наименований болезней. Продаётся под различными торговыми марками, в том числе M-M-R II (в России М-М-Р II), Приорикс, Тримовакс и Трививак.

## История

### Предпосылки
До распространения вакцины заболеваемость корью была настолько высокой, что эта инфекция считалась «неизбежной, как смерть и налоги». Каждый год от кори умирали примерно 2,6 миллиона человек, большинство из которых — дети. Крупные эпидемии происходили примерно каждые 2—3 года. Наиболее серьёзными осложнениями кори являются пневмония, тяжёлая диарея и энцефалит. Осложнённая корь может привести к задержкам в развитии в результате поражения мозга, а также к глухоте.
Краснуха — обычно неопасное заболевание, но заражение этой инфекцией в период беременности увеличивает риск серьёзных врождённых пороков у ребёнка, таких как глухота, пороки сердца, сахарный диабет или катаракты, и может даже привести к смерти плода. По оценкам ВОЗ, до начала массовой вакцинации примерно 4 новорождённых из 1000 страдали от различных пороков развития, спровоцированных вирусом краснухи.
При заражении паротитом наибольшую опасность представляют осложнённые формы; если паротитом заболевает мужчина, прошедший половое созревание, возможным осложнением является двусторонний орхит, который в некоторых случаях может привести к бесплодию. В прошлом эпидемический паротит был распространённой инфекцией, частота заболеваемости составляла обычно >100 случаев на 100 000 населения. В странах, где вакцинация от «свинки» не проводится, заболеваемость всё ещё остаётся высокой — крупные эпидемии происходят примерно каждые 2—5 лет и затрагивают в основном детей в возрасте 5—9 лет.

### Разработка
MMR-вакцина была разработана американским микробиологом Моррисом Хиллеманом. В 1971 году компания Merck получила право на её продажу. Отдельные вакцины против кори, эпидемического паротита и краснухи были лицензированы в 1963, 1967 и 1969 годах соответственно.
Вирусные штаммы, которые входят в состав MMR, были культивированы в клетках животных и человека. Штаммы эпидемического паротита и кори выращивались в оплодотворённых куриных яйцах и в культуре клеток куриных эмбрионов. Выращенные таким образом штаммы не адаптированы для клеток человека, поэтому они обладают сниженной вирулентностью и называются ослабленными (аттенуированными). Вакцина от краснухи Мерувакс, являющаяся одним из компонентов MMR, была разработана с помощью клеточной линии фибробластов человека WI-38, которая была получена в Вистаровском институте в 1961 году (и названа в его честь).
| Заболевание           | Международное научное название вируса | Вакцина-компонент MMR | Штамм вируса      | Среда размножения                         | Питательная среда         |
| --------------------- | ------------------------------------- | --------------------- | ----------------- | ----------------------------------------- | ------------------------- |
| Корь                  | Measles morbillivirus                 | Аттенувакс            | Штамм Эдмонстон   | Культура клеток куриного эмбриона         | Среда 199                 |
| Эпидемический паротит | Mumps rubulavirus                     | Мампсвакс             | Штамм Джерил Линн | Культура клеток куриного эмбриона         | Среда 199                 |
| Краснуха              | Rubella virus                         | Мерувакс II           | Штамм RA 27/3     | Клеточная линия фибробластов лёгких WI-38 | Среда MEM, или среда Игла |

## Применение

### Проведение прививок
К 2010 году было проведено примерно 575 миллионов вакцинаций в более чем 100 странах мира. Введение вакцины осуществляется с помощью подкожной инъекции. Она поставляется в лиофилизированном виде (перед инъекцией необходимо восстановить растворителем) и содержит живые ослабленные вирусы. Первая доза вакцины обычно вводится детям в возрасте 9—15 месяцев. Вторая доза может быть введена уже через 4 недели после первой; как правило, её назначают детям в возрасте от 15 месяцев до 6 лет. Ревакцинация необходима для создания стойкого иммунитета у небольшого процента детей (2—5 %), которые не вырабатывают его после первой прививки. В странах, где корь широко распространена, первую вакцинацию рекомендуется проводить уже в 9 месяцев, а ревакцинацию — в 15 месяцев. В России первое прививание от кори, паротита и краснухи проводят в 12 месяцев, а второе — в 6 лет.

### Альтернативы

#### Вакцина MMRV
Вакцина MMRV — комбинированная вакцина против кори, эпидемического паротита, краснухи и ветряной оспы. Изначально предлагалось заменить ею вакцину MMR для увеличения охвата и эффективности.
Тем не менее исследования указывают на повышенный риск фебрильных судорог после первой дозы MMRV (9 случаев на 10 000 прививок, по сравнению с 4 случаями на 10 000 после использования отдельно вакцины MMR и вакцины против ветряной оспы); по этой причине эксперты в области здравоохранения не настаивают на замене вакцины MMR четырёхвалентной вакциной, хотя и допускают её использование в индивидуальных случаях и по желанию родителей.

#### Вакцина MR
Эта вакцина содержит только штаммы кори и краснухи — без штамма эпидемического паротита. По состоянию на 2014 год, она используется в нескольких странах.

## Эффективность
В 2012 году Кокрейновская библиотека опубликовала систематический обзор научных исследований о вакцине. Его авторы пришли к выводу, что «существующие данные о безопасности и эффективности вакцины MMR поддерживают текущую политику массовой иммунизации, направленную на глобальную ликвидацию кори и снижение заболеваемости и смертности, связанных с эпидемическим паротитом и краснухой».
Комбинированная вакцина позволяет стимулировать иммунитет менее болезненно, чем введение трёх вакцин в одно и то же время, а также быстрее и эффективнее, чем введение трёх вакцин через некоторые промежутки времени. Кроме того, по состоянию на 1988 год использование одной комбинированной вакцины вместо трёх моновакцин в Англии значительно увеличило охват иммунизацией.

### Корь
Польза вакцинации от кори в предотвращении болезней, инвалидности и смертей хорошо задокументирована. По некоторым оценкам, в первые 20 лет вакцинирования против кори только лишь в США были предотвращены примерно 52 миллиона случаев заболевания, 17 400 случаев инвалидности и 5200 смертей. В период с 1999 по 2004 год благодаря совместным усилиям Всемирной организации здравоохранения и ЮНИСЕФ по повышению уровня вакцинации от кори было предотвращено, по некоторым оценкам, около 1,4 миллиона смертей по всему миру. В период с 2000 по 2016 год вакцинация против кори привела к снижению смертности от этой болезни на 84 % — с 550 100 до 89 780 случаев в год, причём в 2016 году смертность впервые упала до уровня менее чем 100 000 случаев в год.
После лицензирования вакцины в 1963 году заболеваемость корью в США упала с сотен тысяч до десятков тысяч в год. Увеличение охвата вакцинацией после вспышек кори в 1971 и 1977 годах привело к снижению заболеваемости до тысячи случаев в год. В результате вспышки кори в 1989—1990 годах, когда было зарегистрировано почти 30 000 случаев заболевания, к рекомендованному календарю прививок была добавлена вторая доза вакцины MMR для детей в возрасте 4—6 лет. В период с 1997 по 2013 год в США сообщалось о менее чем 200 случаях заболевания в год.

### Краснуха и паротит
Заболеваемость паротитом и краснухой также значительно снизилась с началом массовой вакцинации. По оценкам ВОЗ, в период с 2000 по 2016 год заболеваемость краснухой во всём мире упала на 97 % — с 670 894 случаев в год до 22 361 случая в год (в основном в странах Африки и Юго-Восточной Азии). В странах, где вакцина MMR или другая вакцина против паротита включена в национальный календарь прививок, заболеваемость паротитом снизилась на 88 %. В странах, где также проводится ревакцинация (назначается вторая доза вакцины), заболеваемость паротитом упала на более чем 95 %.

### COVID-19
Существует исследование, проведенное на небольшой выборке в 80 пациентов, показывающее связь между прививкой MMR и снижением тяжести течения COVID-19. Хотя часть критериев Хилла для данного исследования выполняется, для подтверждения наличия подобного эффекта требуются дополнительные рандомизированные клинические исследования на больших выборках пациентов.
Одно из предполагаемых объяснений данного эффекта — сходство между RBD поверхностного гликопротеина SARS-CoV-2 и гибридного гликопротеина вируса кори.
Другое исследование, на выборке из 257 человек, показало аналогичные результаты. Ещё одно исследование, на выборке в 3545 человек, продолжается в настоящее время.
Шведский статистический анализ на 5000 врачах показал эффективность MMR от заражения вирусом ковида для мужчин, но не для женщин. Бразильское исследование на 1000 человек подтвердило защитный эффект MMR от COVID-19. Испанское исследование 208 работников здравоохранения показало аналогичные результаты.
Исследование, проведенное летом 2021 года в Индии, показало уровень защиты детей от COVID-19 вакциной MMR в 87.5%.
Ещё одно исследование показало корреляцию между уровнем T-клеточного иммунного ответа на SarS-CoV-2 (как на S1-домен спайк-белка, так и на нуклеокапсидный белок) и концентрацией в крови белков, встречающихся в вакцине MMR.

## Безопасность и побочные эффекты
Каждый из компонентов вакцины может вызывать побочные эффекты, но они редко являются серьёзными. У 10 % детей через 5—21 день после первой вакцинации развивается лихорадка, недомогание и сыпь, и у 3 % развивается суставная боль, продолжающаяся в среднем 18 дней. Пожилые женщины, по-видимому, более подвержены риску суставной боли, острого артрита и (редко) хронического артрита. Анафилактический шок — чрезвычайно редкая, но серьёзная аллергическая реакция на вакцину, которая может быть обусловлена аллергией на яйца. Некоторые формы вакцины содержат антибиотик неомицин, поэтому они не должны использоваться для прививания людей, страдающих аллергией на этот антибиотик. Введение вакцины людям, страдающим от иммунодефицита, может привести к развитию у них коревого энцефалита. Тем не менее, под наблюдением врача могут быть вакцинированы дети и подростки, заражённые ВИЧ, которые не проявляют признаков иммуносупрессии.
Существуют данные о связи между формой вакцины MMR, содержащей штамм эпидемического паротита Urabe, и редким побочным эффектом в виде асептического менингита. По этой причине в начале 1990-х годов Национальная служба здравоохранения Великобритании прекратила использование вакцины, содержащей штамм Urabe, и заменила её на ту форму вакцины, которая содержит штамм Джерил Линн. Также известно о случаях острого рассеянного энцефаломиелита и поперечного миелита, хотя в целом сообщений о неврологических расстройствах, вызванных вакцинацией, очень немного.
Заражение вирусом кори в естественных условиях часто провоцирует развитие болезни Верльгофа, или идиопатической тромбоцитопенической пурпуры (ИТП). ИТП встречается у 0,0025—0,004 % вакцинированных детей (что является более высоким показателем, чем у непривитой популяции) и обычно проявляется в течение шести недель после инъекции. Однако в возрасте до 6 лет ИТП, как правило, протекает легко и редко имеет долгосрочные последствия.
Противопоказано введение вакцины MMR беременным женщинам, но допускается её применение в период грудного вскармливания.
Использование трёх моновакцин вместо комбинированной вакцины не снижает вероятность развития неблагоприятных побочных эффектов, но повышает риск заражения теми инфекциями, против которых прививки не были сделаны в первую очередь.

### Ложные свидетельства о связи с аутизмом
В 1998 году исследовательская группа во главе с Эндрю Уэйкфилдом опубликовала в авторитетном медицинском журнале The Lancet статью о двенадцати детях, у части которых по словам родителей после введения вакцины MMR якобы появились симптомы аутизма и воспалительных заболеваний кишечника. В дальнейшем эти результаты не удалось подтвердить ни в одном крупном исследовании. Центр по контролю и профилактике заболеваний, Институт медицины Национальной академии наук США, Национальная служба здравоохранения Великобритании и обзор Кокрейновской библиотеки не нашли никаких доказательств того, что вакцина вызывает аутизм. В 2010 году The Lancet отозвал статью Уэйкфилда, а главный редактор журнала охарактеризовал её содержание как «совершенно ложное». В том же году Генеральный медицинский совет принял решение удалить Уэйкфилда из медицинского реестра и запретить ему заниматься медицинской деятельностью за недобросовестное профессиональное поведение. В 2011 году научный журнал BMJ назвал его статью «мошеннической» и обвинил в фальсификации данных.
Врачи критиковали СМИ за освещение публикации Уэйкфилда, так как это привело к снижению уровня вакцинации в Великобритании до 83 % в 2005 году (при необходимом уровне в 95 %). В 1998 году в Великобритании было зарегистрировано 56 случаев кори; к 2008 году это число возросло до 1348 случаев и двух подтверждённых смертей.
В Японии прививание с помощью MMR-вакцины было прекращено в 1993 году, после того как использование штамма Urabe привело к вспышке асептического менингита; вместо неё используется комбинированная вакцина против кори и краснухи (MR) и вакцина против паротита. На заболеваемость аутизмом это никак не повлияло, что ещё раз подтверждает отсутствие корреляции.

## Перспективы
Имеющиеся научные данные говорят о том, что корь и краснуха в будущем могут быть полностью ликвидированы: эти заболевания не встречаются у животных и передаются только от человека к человеку, существующие тесты для их диагностики очень надёжны, а вакцины против обеих инфекций являются эффективными, безопасными и дешёвыми. Всемирная организация здравоохранения считает искоренение кори «биологически обоснованным и экономически оправданным». По состоянию на 2018 год все шесть регионов ВОЗ — страны Африки, Америки, Юго-Восточной Азии, Европы, Восточного Средиземноморья и Западно-Тихоокеанских территорий — планируют добиться полной элиминации кори к 2020 году; два региона также планируют добиться элиминации краснухи к этому сроку. В России принята программа «Элиминация кори и краснухи в Российской Федерации (2016—2020 гг)», основанная на Стратегическом плане ВОЗ. Элиминация кори и краснухи может быть объявлена, если в течение 12 месяцев в стране не было зарегистрировано ни одного эндемического случая заболевания.
Изначально планировалось добиться элиминации кори к 2015 году, но по разным причинам этой цели достичь не удалось, и сроки были сдвинуты. В странах Европы с 1993 по 2007 год заболеваемость корью упала на 98 % — с 341 289 случаев в год до 7073 случаев в год, однако примерно с 2010 года заболеваемость начала медленно расти, и только в первые 6 месяцев 2018 года была зарегистрирована уже 41 000 случаев кори. Хотя охват иммунизацией по всему миру увеличился с 72 % до 85 % в период с 2000 по 2010 год, в последующие годы он перестал расти и оставался неизменным. Одна из проблем состоит в том, что корь — высокоинфекционное заболевание, и для его элиминации необходим очень высокий уровень вакцинации (92—95 %). В развивающихся странах Африки и Азии, где зарегистрировано больше всего случаев кори и смертей от неё, проблемой является также слабая инфраструктура здравоохранения. Кроме того, даже если корь или краснуха в стране искоренена, инфекция всё ещё может быть завезена из-за границы. Из 66 случаев заболевания корью, зарегистрированных в США в 2005 году, чуть более половины были связаны с одним невакцинированным человеком, который заразился вирусом во время своего визита в Румынию. Вернувшись, он заразил ещё 34 человека, в основном других невакцинированных детей; 9 % из них были госпитализированы, а стоимость сдерживания вспышки оценивалась в 167 685 долл. США. Эпидемия была предотвращена благодаря в целом высокому уровню вакцинации среди населения.
Тем не менее, во многих странах удалось добиться значительного успеха. По состоянию на 2015 год региональные бюро ВОЗ в Европе, Западно-Тихоокеанских территориях и Америке заявили об элиминации кори в 61 государстве и об элиминации краснухи в 55 государствах. 29 апреля 2015 года региональное бюро ВОЗ в странах Америки объявило о полной элиминации краснухи в этом регионе, а 27 сентября 2016 — об элиминации кори. В прошлом благодаря подобным программам удалось полностью ликвидировать натуральную оспу — последний известный случай был зарегистрирован в 1977 году.